# Heimatschutzkommando 17
Das Heimatschutzkommando 17 war ein teilaktives Heimatschutzkommando des Heeres der Bundeswehr mit Sitz des Stabes in Böblingen. Der Verband wurde 1972 ausgeplant, 1981 aufgelöst und unterstand dem Befehlshaber im Wehrbereich V.

## Geschichte

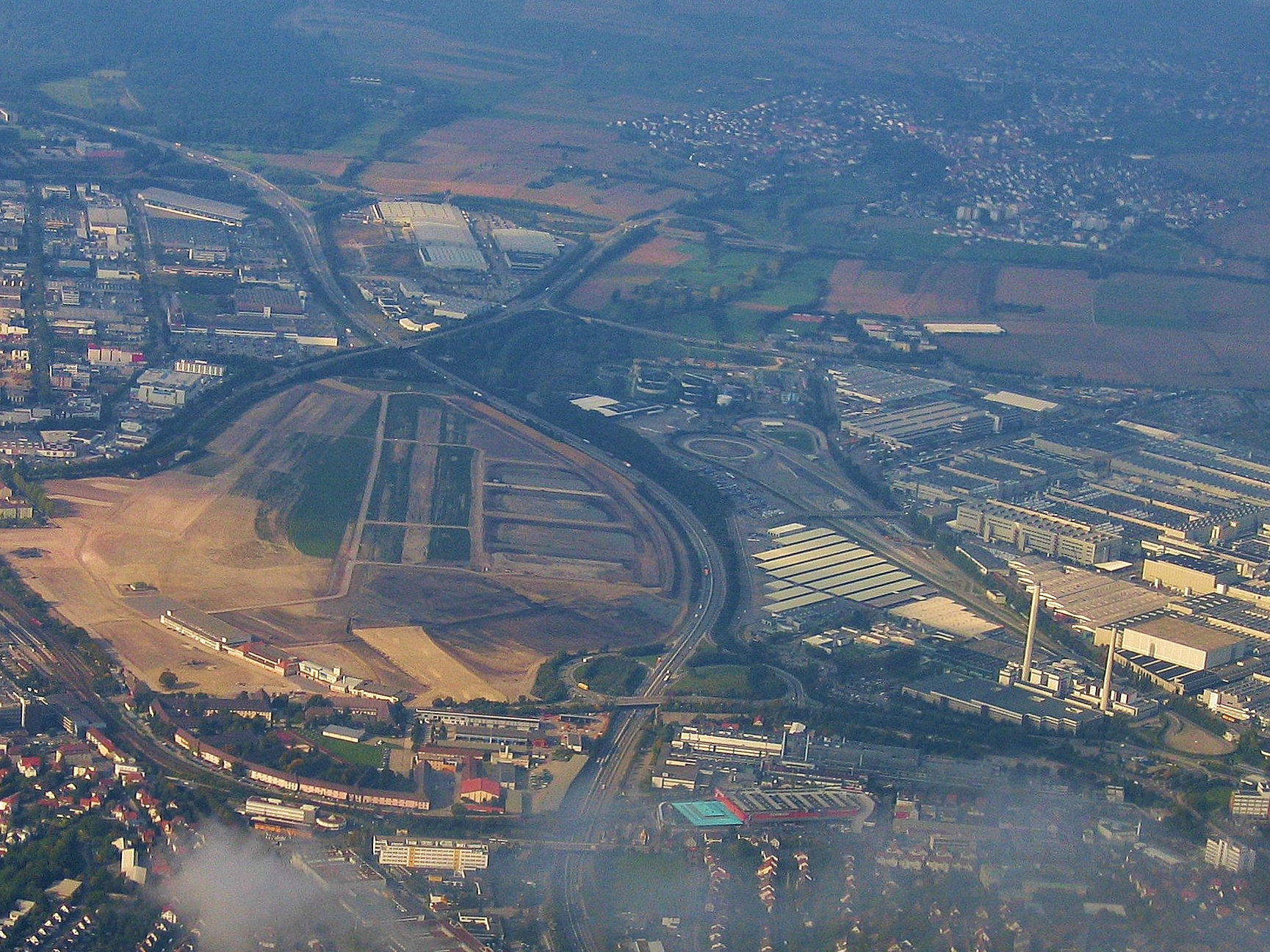
Sitz des Stabes: Die Wildermuth-Kaserne am Flughafen Böblingen

### Aufstellung
Das Heimatschutzkommando 17 wurde zum 13. März 1972 zur Einnahme der Heeresstruktur III als teilaktiver Truppenteil im Wehrbereich V in Böblingen aufgestellt.
Das Heimatschutzkommando war eines der sechs teilaktiven Heimatschutzkommandos des Territorialheeres. Nur ein Teil des Heimatschutzkommandos war im Frieden präsent. Im Spannungs- Verteidigungsfall konnte das Heimatschutzkommando  durch einberufene Reservisten deutlich aufwachsen. Einige der unterstellten Bataillone und Kompanien waren dazu als nicht aktive Geräteeinheiten ausgeplant, die erst im Verteidigungsfall mobil gemacht worden wären. Dazu war deren Wehrmaterial im Frieden in Depots eingelagert oder musste als materiale Mob-Ergänzung aus zivilen Beständen eingezogen werden.
Aufgabe der Heimatschutzkommandos, die den Kern der Heimatschutztruppe des Territorialheeres bildeten, war unter anderem die Verteidigung des rückwärtigen Heeresgebietes, insbesondere die Sicherung wichtiger Infrastruktur wie Marschrouten, Häfen, Verkehrsknotenpunkte und Fernmeldeeinrichtungen. Im rückwärtigen Raum musste mit Luftlandetruppen, seegelandeten, durchgesickerten oder durchgebrochenen Feind gerechnet werden. Im Kern ähnelte das Heimatschutzkommando einer Jägerbrigade. Mobilität und Feuerkraft blieben durch den Mangel an geschützten Fahrzeugen, Artilleriesystemen und selbständigen Kompanien der Kampfunterstützungs- sowie Führungstruppen aber deutlich hinter den Brigaden des Feldheeres zurück, so dass das Heimatschutzkommando nur zeitlich und örtlich eng begrenzt Kampfaufträge hätte durchführen können und zum Gefecht der verbundenen Waffen nur bedingt befähigt war.
Im Frieden bildeten die unterstellten Ausbildungszentren Soldaten der Heimatschutztruppe aus.

### Auflösung
Zur Einnahme der Heeresstruktur IV wurde das Heimatschutzkommando 17 zum 31. März 1981 außer Dienst gestellt. Personal und Material des außer Dienst gestellten Heimatschutzkommandos wurden zur Aufstellung der teilaktiven Heimatschutzbrigade 55 verwendet.

## Gliederung
Das Heimatschutzkommando 17 gliederte sich in:
- Stab und Stabskompanie (Böblingen) (gekadert)
  - Jägerregiment 50
    - Jägerbataillon 501 (Böblingen) (aktiv)
    - Jägerbataillon (Böblingen) 502 (Geräteeinheit)
    - 1 Mörserkompanie (Geräteeinheit)
    - 2 Panzerjägerkompanien (Geräteeinheiten)

  - Jägerregiment 51
    - Jägerbataillon 511 (Münsingen) (aktiv)
    - Jägerbataillon 512 (Renningen) (Geräteeinheit)
    - 1 Mörserkompanie (Geräteeinheit)
    - 2 Panzerjägerkompanien (Geräteeinheiten)

  - 1 leichtes Pionierbataillon (Geräteeinheit)
  - 1 Versorgungsbataillon (Geräteeinheit)
  - 1 Feldersatzbataillon (Geräteeinheit)
  - 3 Ausbildungszentren

## Verbandsabzeichen

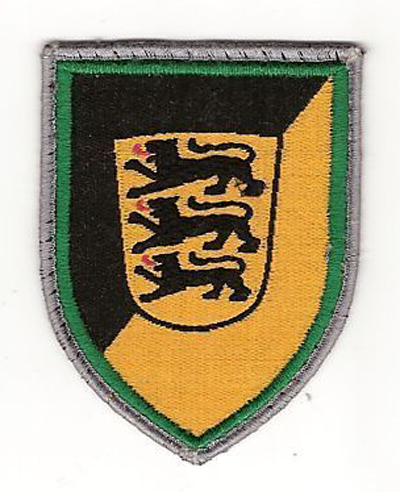
Gewebte Version des Verbandsabzeichens

Das Heimatschutzkommando führte ein Verbandsabzeichen mit folgender Blasonierung:
„Grün bordiert, von Schwarz und Gold schräglinks geteilt, aufgelegt in goldenem Mittelschild drei schreitende schwarze Löwen mit roten Zungen.“
Das Verbandsabzeichen stellte die Verbindung zum Stationierungsraum in Baden-Württemberg her. Die Schildteilung ähnelte der Flagge Baden-Württembergs. Das Mittelschild war ähnlich dem Wappen Baden-Württembergs: die Löwen gingen auf das staufische Wappen zurück, deren Herzogtum Schwaben Teile des heutigen Baden-Württembergs umfasste. Der grüne Bord war typisch für alle Heimatschutzkommandos in der Heeresstruktur III. Grün war die Waffenfarbe der Jägertruppe, denn die meisten Heimatschutzkommandos ähnelten im Kern Jägerbrigaden.
Das Verbandsabzeichen wurde vom „Nachfolgeverband“ Heimatschutzbrigade 55 fortgeführt. Der Staufer Löwe fand sich ähnlich auch im Verbandsabzeichen der 10. Panzerdivision.

## Kommandeure
Das Heimatschutzkommando wurde durch folgende Stabsoffiziere kommandiert:
- Oberst Hans-Jürgen Burmester (Mai 1972 – 1975)
- Oberst Hellmut Baumelt (1975 – 1979)
- Oberst Rolf Röder (1979 – 31. März 1981)